# Jeanloup Sieff
Jeanloup Sieff (* 30. November 1933 in Paris; † 20. September 2000 ebenda) war ein französischer Fotograf.

## Leben
Sieff wurde als Kind aus Polen stammender Eltern geboren, sein Vater arbeitete als Ingenieur, er starb jedoch, als der Sohn erst drei Jahre alt war. 1954 begann Sieff als freier Fotograf bei der Zeitschrift Elle, arbeitete ab 1955 als Fotojournalist und ab 1956 als Modefotograf. 1958 und 1959 fotografierte er für kurze Zeit für Magnum Photos und ging nach New York. Ab 1966 lebte er in Paris. Er arbeitete für die Zeitschriften Vogue, Harper’s Bazaar, Paris Match und andere.
Fast allen seinen Bildern merkt der geübte Fotograf die gekonnte Nachbearbeitung an. Dass er auf anderen fotografischen Gebieten auch zu Hause war, zeigen seine Reportagefotos und auch seine Landschaftsaufnahmen. 
Am 30. Juni 2010 versteigerte das Auktionshaus Christie’s Porträt-, Landschafts- und Reportageaufnahmen von Sieff aus dem Fundus des deutschen Sammlers Gert Elfering und erzielte  einen Gesamterlös von 416.300 Euro. Die berühmteste Aufnahme war ein Aktporträt des Modeschöpfers Yves Saint Laurent aus dem Jahr 1971, das für rund 40.000 Euro verkauft wurde.

## Auszeichnungen
- 1992: Grand prix national de la photographie
- 1992: Chevalier de la Légion d’honneur

## Werke
- Les indiscrètes. Unpublished photographs. Steidl, Göttingen 2009, ISBN 978-3-86521-460-7
- 40 Jahre Fotografie. Taschen, Köln 1996, 2005, ISBN 978-3-8365-1723-2 (Fotografien, Begegnungen und Erinnerungen aus 40 Jahren)
- Torsi - Torses nus. Schirmer/Mosel, München 1986, ISBN 978-3-88814-198-0 (Aktfotografie)
- Danza. Motta Fotografia, Mailand 1996, ISBN 88-7179-109-6; amerikanische Ausgabe: ISBN 1-56098-862-2 (Bildband über Tänzer)
- Hommage an dreiundneunzig Hintern, ausgewählt nach ihren plastischen, intellektuellen oder moralischen Qualitäten. Art Stock, Kehl 1994, ISBN 3-89507-226-5.